# Feás (Aranga)
Feás (llamada oficialmente San Pedro de Feás) es una parroquia española del municipio de Aranga, en la provincia de La Coruña, Galicia.

## Organización territorial
La parroquia está formada por catorce entidades de población, constando trece de ellas en el anexo del decreto en el que se aprobó la actual denominación oficial de las entidades de población de la provincia de La Coruña:
- Abrigo
- Anta (A Anta)
- Aturela (A Aturela)
- Caropa (A Caropa)
- Cazuín
- Couto (O Couto)
- Flores
- Fonte (A Fonte)
- Fontelo (O Fontelo)
- Framonce
- Lagoa (A Lagoa)
- Rivadevila (Ribadevila)
- Torre (A Torre)
- Torreiro (O Torreiro)

## Demografía
| Gráfica de evolución demográfica de Feás entre 2000 y 2019 |
|                                                            |
| Datos según el nomenclátor publicado por el INE.           |